# Marta Cardona
Marta Cardona del Miguel (Saragozza, 26 maggio 1995) è una calciatrice spagnola, attaccante del Parma e della nazionale spagnola.

## Carriera

### Nazionale
Nel 2022 è stata convocata dalla nazionale spagnola per gli Europei di categoria.

## Palmarès

### Club
- Coppa della Regina: 1

Real Sociedad: 2018-2019